# Trochochaeta multisetosum
Trochochaeta multisetosum är en ringmaskart som först beskrevs av Örsted 1844.  Trochochaeta multisetosum ingår i släktet Trochochaeta och familjen Trochochaetidae. Inga underarter finns listade i Catalogue of Life.